# Giant Sparrow
Giant Sparrow ist ein unabhängiger Computerspielentwickler mit Sitz im kalifornischen Santa Monica unter der Leitung des Creative Directors Ian Dallas. Das erste Spiel des Unternehmens war The Unfinished Swan, das im Jahr 2012 für die PlayStation 3 und 2014 für die PlayStation 4 sowie PlayStation Vita erschien. Zuletzt veröffentlichte Giant Sparrow 2017 What Remains of Edith Finch für die PlayStation 4, Xbox One und Windows. Als Publisher fungierte Annapurna Interactive, eine Tochtergesellschaft von Annapurna Pictures.

## Spiele
The Unfinished Swan ist ein Spiel in einer surrealen, völlig leeren Welt, in der der Spieler, ein Junge namens Monroe, einem Schwan nachjagt, der einem Gemälde entkommen ist. Der Spieler muss Farbe auf seine komplett weiße Umgebung werfen, um die Welt zu enthüllen. Das Spiel wurde für die PlayStation 3 am 23. Oktober 2012 und anschließend für die PlayStation 4 und Vita veröffentlicht.
What Remains of Edith Finch ist ein erzählerisches Adventure, bei dem die Spieler das Haus der Familie Finch als Titelfigur erkunden und verschiedene Geschichten erleben, die in den letzten Momenten des Lebens der einzelnen Familienmitglieder angesiedelt sind. Es wurde für die PlayStation 4 und Microsoft Windows am 25. April 2017 veröffentlicht und später für die Xbox One. Bei den Game Awards 2017 wurde das Spiel mit dem Preis für die beste Handlung ausgezeichnet.
Für das nächste, noch unbetitelte, Spiel von Giant Sparrow ließ sich das Team von Werken wie Ico, Windosill, Chihiros Reise ins Zauberland, Das Leben der Vögel, den Arbeiten von Winsor McCay sowie frühen Disney-Filmen wie Bambi und Fantasia inspirieren.